# Баопу-цзы

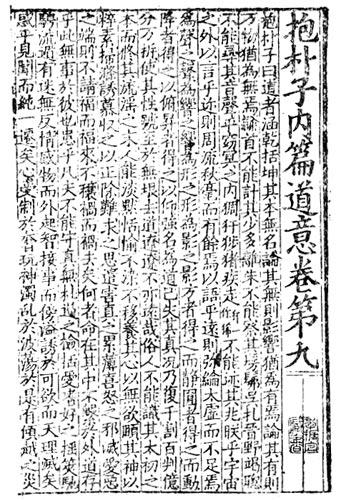
Первая страница девятой главы Баопу-цзы

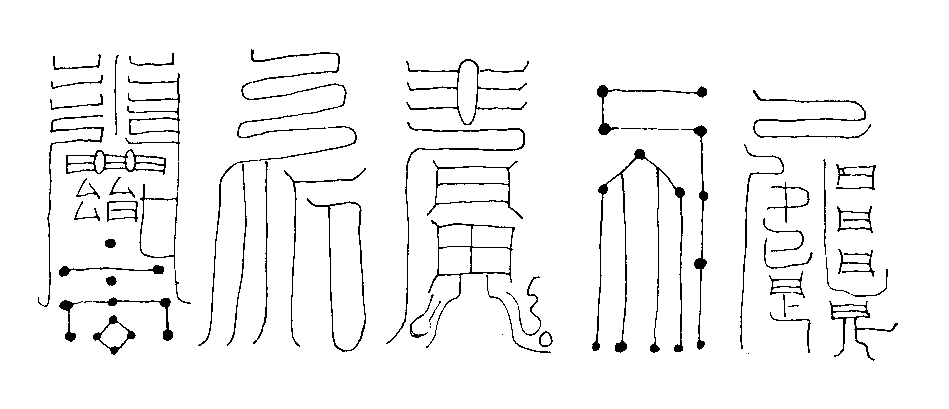
Laojun rushan fu 老君入山符 — амулет Лао-цзы для похода в горы, семнадцатая глава Баопу-цзы

Баопу-цзы (кит. 抱朴子) — даосский энциклопедический трактат, написанный в 317—320 годах Гэ Хуном, в котором были собраны знания по сотням разрозненных сочинений, бытовавших в школе «Саньхуанвэнь». Сведения сопровождаются критическими комментариями Гэ Хуна.
Баопу-цзы означает «Мудрец, объемлющий первоначальную простоту» или «Мудрец, объемлющий первозданность» — литературный псевдоним Гэ Хуна. Трактат написан в популярной форме, рассчитанной на широкий круг образованных читателей, по-видимому с целью привлечь аристократию к даосизму. Именно за счёт популярности изложения трактат был хорошо понятен потомкам и высоко ценился в поздние времена.

## Содержание
Трактат состоит из внутренней части и внешней части. Первоначально была написана внешняя часть, содержащая конфуцианские рассуждения и выдержанная в традиционно-конфуцианском духе. Потом появилась внутренняя часть, которая стала первой частью трактата, посвящённая исключительно даосизму. Такое разделение представлялось естественным Гэ Хуну — он считал даосизм корнем, а конфуцианство — внешним проявлением. Наибольший интерес представляет внутренняя часть, которая содержит подробный обзор различных даосских практик и воззрений, при этом упор делается на практических методах.
Жёстко критикуется «философский даосизм», который пришёл вместе с беженцами с севера, за его непрактичность и отсутствие прямых практических знаний. В первую очередь речь идёт о школе Сюань сюэ, которую представляли Го Сян и Ван Би.

### Общефилософские проблемы
1, 9, 18 главы посвящены традиционным для философского даосизма вопросам онтологии. По оценке переводчика Е. А. Торчинова Гэ Хун в основном повторяет положения из Хуайнань-цзы (II век до н. э.).

### О возможности достижения бессмертия
Этой теме посвящены 2, 3, 5 главы трактата. Гэ Хун полемизирует с обывательской точкой зрения о невозможности бессмертия, приводя эмпирические и логические аргументы, показывающие, что бессмертие всё-таки возможно. При этом он приводит многочисленные исторические примеры и авторитетные источники своего времени.
Обывательское представление, что всё имеет свой конец, он опровергает, приводя примеры, как устоявшиеся представления оказывались неправильными.
На вопрос, почему никто доселе не видел бессмертных, Гэ Хун отвечает, что у бессмертных жизненные интересы совершенно не похожи на интересы обычных людей, они не интересуются богатством, славой, красивыми домами, украшениями; они живут в других мирах, а если и попадают в общество, то выглядят как простолюдины, и на них не обращают внимания.
Неудачи поисков бессмертия, предпринятых императорами прошлого (таких как Цинь Шихуан и У-ди) он объясняет тем, что образ жизни императоров, когда они несут ответственность за всех, не соответствует образу жизни отшельников, императоры не могут себе позволить длительных постов, тишины, одиночества. Наоборот, они ведут войны, организуют приёмы, пьют вино, развлекаются с наложницами, что несовместимо с жизнью, которую надо вести, чтобы достичь бессмертия.
Гэ Хун анализирует феномены долголетия животных (черепаха и журавль по представлениям того времени являются бессмертными), он делает вывод, что умение летать или впадать в зимнюю спячку не являются обязательными условиями достижения бессмертия; важно правильно дышать (питаясь воздухом), что могут делать многие животные. Гэ Хун не призывает слепо подражать животным, но считает необходимым их изучать, равно как изучать приёмы гимнастики даоинь (кл. кит. 導引), которая способствует долголетию.
Далее, Гэ Хун анализирует случаи необычайного долголетия среди людей. Существуют земные бессмертные и небесные. Некоторые бессмертные не хотят подняться на небо, потому что они привыкли к земному существованию. Пэн Цзу, например, утверждал, что должности в небесной канцелярии все заняты, и новым бессмертным достаётся очень трудная работа, поэтому не все бессмертные стремятся немедленно вознестись на небо. Земные бессмертные принимают снадобье только наполовину, но через несколько сотен или тысяч лет они принимают остальное снадобье и возносятся, лишь тогда они обрастают перьями и могут летать.
Опровергая доводы о смертной природе человека, Гэ Хун говорит о достижениях медицины, показывая, что даже простые и неискусные методы могут существенно продлить жизнь; приводит примеры известных людей, живших 100—200 лет, сохраняя здоровье и бодрость, по причине использования возможностей медицины. Он упоминает также об успехах хирургии и рассказывает о внутренних операциях.
Обязательным условием достижения бессмертия является накопление заслуг. Все добрые и злые деяния фиксируются в Книге Судеб. Для того, чтобы иметь возможность стать земным бессмертным, надо накопить 300 добрых деяний, а для того, чтобы стать небесным бессмертным — 1200. Одно злое деяние перечёркивает все заслуги, и накопление добрых деяний следует начинать сначала. Только накопив добрые деяния можно приступать к принятию снадобий.

### Внешняя алхимия
4, 11, 16 главы посвящены различным проблемам внешней алхимии. Наиболее известна четвёртая глава с описанием всевозможных эликсиров. 11 глава связана с фармакологией и лекарствами, 16-я глава — с изготовлением золота.
Непосредственно перед написанием Баопу-цзы по Китаю прошлась смута, гунны заняли поочерёдно обе столицы — Лоян и Чанъань, огромное число беженцев хлынуло с севера на юг. Гэ Хуну удалось поговорить со многими даосами с севера, и он с недоумением обнаружил, что они не в курсе основных положений теории бессмертия, их книги многословны, но не практичны, а понятие золотой эликсир им незнакомо.
Гэ Хун отмечает, что органические вещества, травы, корни, плоды крайне нестойки, они рассыпаются, подвержены гниению и разложению, и поэтому не годятся для достижения бессмертия, как непостоянные. Он говорит, что снадобьями растительного или животного происхождения можно продлевать жизнь до двухсот лет, но далее уже крайне трудно. Вечны только минералы — он описывает, как киноварь претерпевает химические превращения, образует ртуть (жидкое серебро) и потом с помощью обратной реакции возвращается обратно, как золото может храниться тысячи лет, не подвергаясь коррозии, и делает вывод, что только снадобья на минеральной основе могут гарантировать бессмертие, при этом «золотой эликсир» (сочетание золота и киновари) — безусловно самый лучший состав снадобья. Далее приводятся конкретные рецепты снадобий на базе киновари и различных минеральных реактивов, которые гарантируют бессмертие иногда за несколько дней, а иногда за несколько месяцев, даруя адепту различные чудесные свойства. Некоторые рецепты описаны подробно, от некоторых имеется только название.
Использование мышьяка, ртути, серы, свинца делают приготовленные эликсиры сильнодействующими ядами. Принятие этих ядов микроскопическими дозами оказывают нередко благотворное влияние на организм, появляется ясность сознания и ощущение лёгкости, уходят некоторые болезни. Некоторые симптомы отравления воспринимаются как позитивные признаки действия эликсира. Длительное принятие или увеличение доз приводят к смерти, при этом труп консервируется и долгое время не разлагается. Это называется «освобождение от трупа» и служит признаком одного из типов «бессмертия».
Рецепты, как правило, состоят из дорогостоящих и редких компонентов. Когда в Китае царит смута, крайне тяжело добывать компоненты со всех концов Китая. Кроме того, вещества должны быть высокочистыми, для приготовления снадобья требуется уединённое место, огонь следует иногда поддерживать месяцами в строгой кондиции. Как альтернативу Гэ Хун приводит пример рецепта, для которого надо набрать золота общей стоимости 400 000 золотых монет, и растворять его в уксусной эссенции, чтобы получить снадобье для восьми человек. Если количество вещества меньше критического — ничего не выйдет, хотя снадобье принимается микроскопическими порциями. Учитель Гэ Хуна Чжэн Инь, да и сам Гэ Хун лично не обладали достаточными средствами для приготовления снадобья.
Ряд рецептов используют исключительно минералы, другие рецепты используют соки растений, мёд, жир, вино, птичьи перья, заячью кровь и другие органические компоненты. Значительное количество рецептов строятся на основе киновари или золота. В качестве «алхимического золота» нередко имеется в виду сернистое олово, которое более твёрдое.
Гэ Хун рассматривает также и другие компоненты — реальгар, слюду, серебро, природный нефрит (необработанный), грибы (к которым относятся также окаменелости, сталактиты , сталагмиты и древесные грибы), смолы, мёд, полезные растения (из которых особенно ценится спаржа) и другие. Эликсиры из растительных компонентов только продлевают жизнь (иногда на несколько тысяч лет), но не дают бессмертия. Важным критерием является сохранность компонента — если он за тысячи лет не разлагается, не подвергается коррозии и сохраняет свою сущность, он может приносить бессмертие.
Принятие эликсиров сопровождается галлюцинациями и обретением различных чудесных способностей. Тело становится лёгким, иногда можно летать. За бессмертными приходят нефритовые девы, приезжает кухня с различными яствами.
Готовя эликсир надо обязательно приносить жертвы духам и опираться на их поддержку. Эликсир можно приготовить только в больших горах, где достаточно защиты от любопытных и много серьёзных духов, которые могут помочь. В малых горах духи злые, и они будут только мешать. Категорически нельзя передавать рецепты посторонним и хвастаться, иначе приготовление эликсира не получится. Следует опасаться сглаза, который приносят куры, собаки, женщины и дети.

### Отшельничество
17 глава описывает жизнь отшельника-даоса, который уходит в горы. В горах он встречается с многочисленными духами, бесами, оборотнями, которые подстраивают адепту всяческие козни, не давая ни на минуту заниматься даосскими практиками. Глава даёт советы о пребывании даосов в горах, о способах распознавания оборотней и общения с духами. В этой главе говорится также об амулетах и талисманах.
Помимо духовной и мистической стороне дела говорится также об элементарных навыках выживания в горах, о диких зверях и змеях, противоядиях и мерах в случае укуса змеи.

### О даосских книгах и амулетах
В 19 главе приводится список из нескольких сотен даосских сочинений. Особенно ценятся Письмена трёх августейших (Саньхуанвэнь). Значительная часть перечисленных сочинений утрачена, однако их названия перекликаются с содержанием Баопу-цзы, отчего можно судить, что содержание трактата местами опирается на эти сочинения. В биографическом очерке Гэ Хун рассказывает о своём учителе и о том, как он собирал и переписывал книги.
Отдельно рассказывается об известных амулетах и способе обращения с ними. Гэ Хун обращает внимание на аккуратность составления амулета, и говорит, что настоящих мастеров, умеющих читать и составлять амулеты, практически не осталось.

### Остальные главы
9-я глава посвящена критике народных суеверий и «непристойных культов». Гэ Хун считает обманом и шарлатанством кровавые подношения духам, шаманизм и моления духам. Он предпочитает использовать лекарства и надеяться на самого себя, считая что духи бесполезны для решения конкретных человеческих проблем. Гэ Хун призывает власти преследовать и казнить шарлатанов и лидеров непристойных культов, которые только обогащаются, не принося никакой пользы пациентам.
14 и 20 главы рассказывают о необходимости нахождения истинного даосского учителя и приводит примеры многочисленных шарлатанов.
10 и 12 главы говорят о соотношении даосизма и конфуцианства.

### О летательных аппаратах
Небольшой раздел 15 главы содержит идею построения «летающей повозки» из сердцевины ствола дерева жужуба с заострёнными лопастями, которые крепятся на полосах бычьей кожи. Описание этой конструкции сопровождается наблюдениями, что коршун и ястреб, поднимаясь, не машут крыльями, а планируют, распластав крылья, отчего воздух становится крепким.

## Переводы
Наибольший интерес у переводчиков вызывает Внутренняя часть трактата, которая предельно трудна из-за необходимости отождествления компонентов эликсиров — минералов, грибов, растений.
Перевод на русский язык Ю. К. Щуцкого был утрачен (сохранилась в рукописях первая глава), во время сталинских репрессий Шуцкий был расстрелян по нелепому обвинению в шпионаже, а квартира его была разгромлена; сохранилась при этом рецензия академика Алексеева.
Подробный перевод внутренней части выполнил Е. А. Торчинов, попытавшийся максимально сохранить оригинальный стиль, опираясь на выверенную разбивку текста и отождествляя многочисленные алхимические термины. Однако Торчинов выполняя перевод, очень спешил (о чём свидетельствует его запись времени с точностью до минуты окончания перевода), поэтому он даже не стал утруждаться тем, чтобы перечитать собственный перевод, который содержит многочисленные ошибки и явно указывает на абсолютное непонимание автором алхимических терминов, например, перевод 4-й главы содержит такой перл "в металле тогда возникнет огонь из половы сначала гражданский, потом военный", после чего к этому бреду идёт следующий комментарий: "смысл этого места остаётся тёмным", тогда как, на самом деле, смысл данного места абсолютно ясный.   